# Severní Fudžiwarové

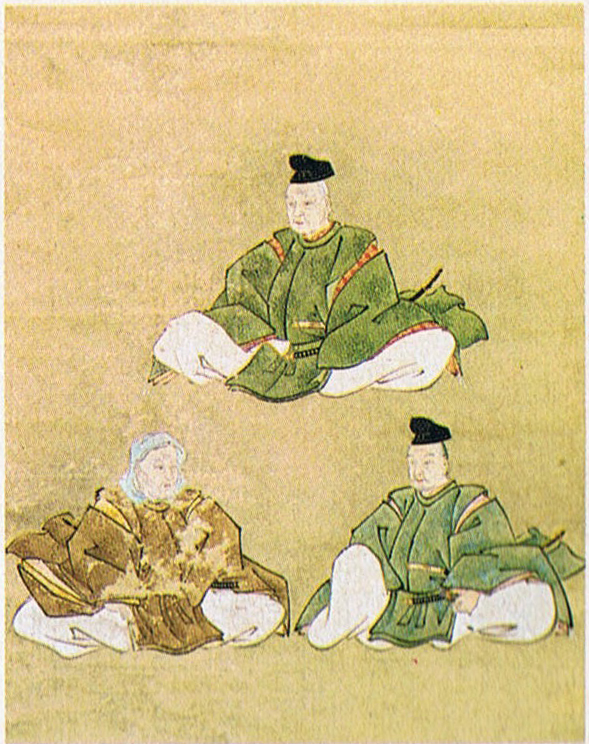
Portrét tří generací rodu Severních Fudžiwarů

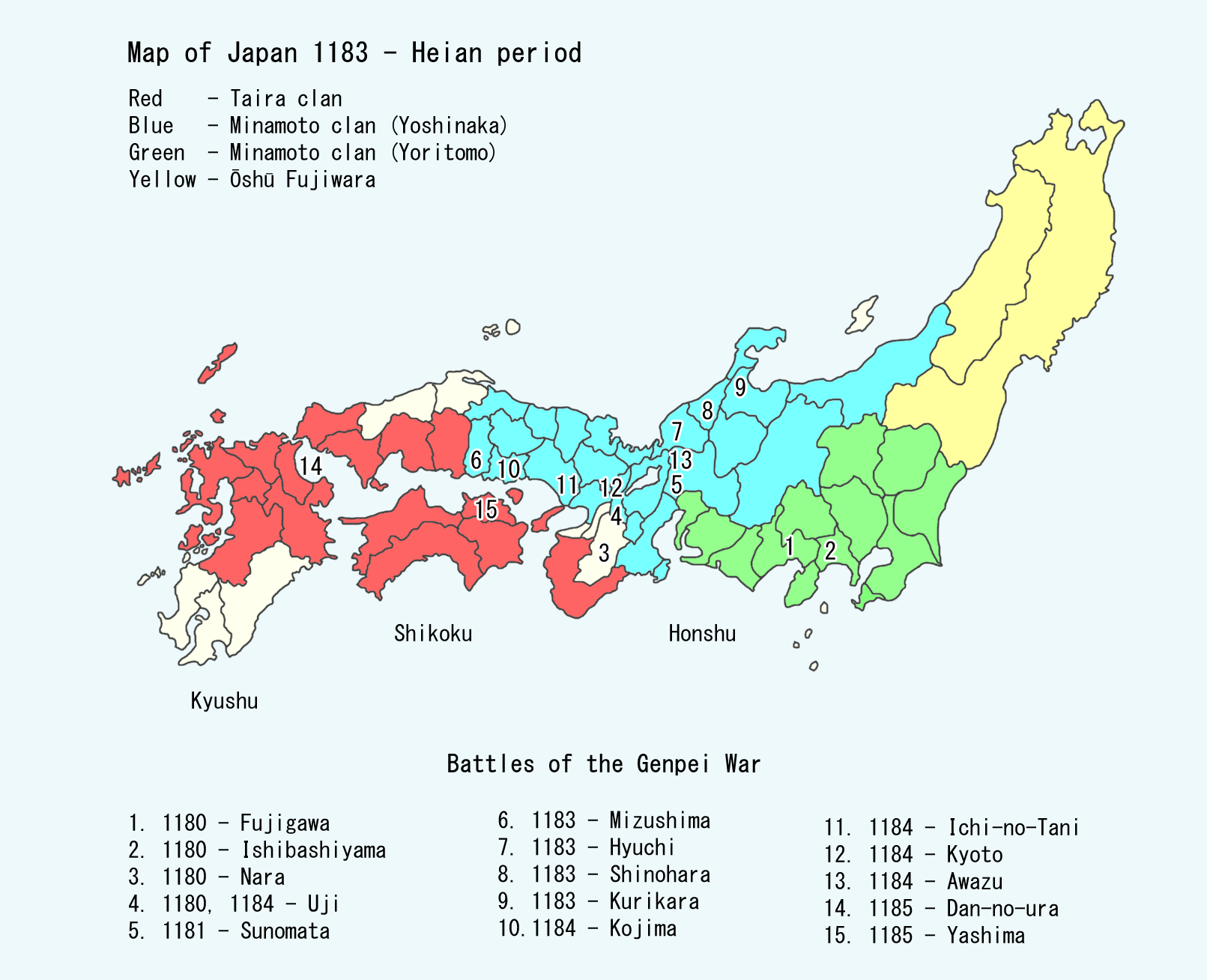
Panství rodu Severních Fudžiwarů v roce 1183 (žlutě)

Severní Fudžiwarové (japonsky 奥州藤原氏, Óšú Fudžiwaraši), zvaní též Fudžiwarové z Óšú, byl japonský šlechtický rod, který ve 12. století vládl v oblasti Tóhoku na severovýchodě ostrova Honšú.
Vystřídali polonezávislé rody starobylého národa Emiši, které v 11. století ovládaly tuto oblast a byly postupně svrženy rodem Minamoto loajálním vůči císařskému dvoru v Kjótu. Vládli nezávislému území, jehož bohatství pocházelo z těžby zlata, obchodování s koňmi a zprostředkování obchodu s luxusním zbožím pocházejícím z kontinentálních asijských států či z dalekého severu, tedy od příslušníků národů Emiši a Ainu. Dokázali udržet svoji nezávislost vůči Kjótu díky síle svých vojsk, dokud nebyli v bivě o Óšú v roce 1189 poraženi samurajskými válečníky z oblasti Kantó, jimž velel Joritomo Minamoto.

## Počátky
O rodu Severních Fudžiwarů se dlouho předpokládalo, že šlo vlastně o příslušníky národa Emiši, nicméně existují jisté pochybnosti ohledně jejich původu. S největší pravděpodobností se jednalo o potomky místních japonských rodin z oblasti Tóhoku, které nebyly v příbuzenském vztahu s kjótskými Fudžiwary. Z genealogického hlediska se jednalo o potomky šlechtice, dvořana, samuraje a „vrchního velitele obrany severu“ (čindžufu šógun) Hidesaty Fudžiwary, který žil v 10. století.
Kijohira Fudžiwara (1056–1128) byl po smrti svého otce Cunekija Fudžiwary (†1062) vychováván jako člen rodu Kijoharů, protože jeho emišská matka se po Cunekijově smrti provdala za příslušníka rodu Kijoharů z provincie Dewa. Kijohira Fudžiwara se s pomocí Jošiie Minamota osamostatnil a někdy mezi roky 1090–1100 se po vítězství v pozdní tříleté válce usadil na hoře Kanzan v dnešním Hiraizumi v prefektuře Iwate.

## Historie
Rod Severních Fudžiwarů, vládl v provinciích Mucu a Dewa od doby, kdy se jeho zakladatel Kijohira Fudžiwara usadil na hoře Kanzan v dnešní prefektuře Iwate, víc než sto let. Období vlády Kijohirových následovníků Motohiry Fudžiwary (1105–1157) a Hidehiry Fudžiwary (1122–1187) bylo vrcholem moci Severních Fudžiwarů v oblasti Tóhoku. Na vrcholu své vlády vybudovali svoje hlavní město Hiraizumi, do něhož přilákali řadu řemeslníků z císařského hlavního města Kjóta. Zavedli v oblasti kjótskou kulturu období Heian a zbudovali zde nebo rozšířili řadu chrámů, jako jsou Čúsondži, Mócúdži, Kandžizaióin či Murjókóin.
Za genpeiské války (1180–1185), kdy mezi sebou bojovaly rody Minamoto a Taira, zůstali Severní Fudžiwarové neutrální až do jejího konce v roce 1185.
Mezi Joritomem Minamotem a Severními Fudžiwary však vypukl konflikt ohledně vydání Joritomova mladšího bratra a jeho bývalého generála Jošicuneho Minamota, který před svým bratrem uprchl do Hiraizumi pod ochranu hlavy Severních Fudžiwarů Hidehiry Fudžiwary. Ten sice během genpeiské války zastával neutrální postoj, ale když se Jošicune uchýlil do jeho sídelního města, rozhodl se mu poskytnout ochranu. Tím se narušily vztahy mezi Severními Fudžiwary a Joritomem Minamotem, což posléze vedlo ke střetu obou rodů.
Hidehira Fudžiwara, který Jošicuneho chránil, však koncem listopadu 1187 zemřel a jeho místo v čele Severních Fudžiwarů zaujal jeho syn Jasuhira (1155–1189). Jasuhira Fudžiwara nedokázal vzdorovat tlaku Joritoma Minamota a nechal Jošicuneho během bitvy na řece Koromo 15. června 1189 zavraždit. Jošicuneho uříznutou hlavu pak nechal dopravit do Joritomova sídla v Kamakuře, kam dorazila 7. července. Přestože císař Go-Širakawa nařídil zastavení veškerých bojů, Joritomo se již připravoval k odvetnému útoku na Hiraizumi.
Armáda 284 000 jízdních bojovníků z více než 60 provincií vedená Joritomem Minamotem vyrazila 1. září 1189 do útoku na Hiraizumi. Jasuhira Fudžiwara shromáždil k obraně svého území vojsko čítající 170 000 jezdců. Tak začala bitva o Óšú.
Jasuhirovy síly byly postupně poraženy, takže Jasuhira Fudžiwara byl 2. října donucen uprchnout z Hiraizumi, přičemž použil taktiku spálené země a zanechal za sebou Hiraizumi v plamenech. Následujícího dne vstoupil Joritomo Minamoto v čele své armády do vypáleného města. Jeho vojsko zdecimovalo zbývající obránce a dobylo hrad Hiraizumi. Jasuhira Fudžiwara byl 14. října zajat severně od Hiraizumi a sťat Džiróem Kawadou ve městě Hinai, dnešním Ódate v prefektuře Akita.
Výsledkem tohoto tažení, jež dostalo jméno bitva o Óšú, bylo zničení rodu Severních Fudžiwarů. Tím skončilo bouřlivé období občanské války, která vypukla roku 1180. Obsazením provincií Mucu a Dewa byla současně dokončena nadvláda Joritoma Minamota nad celým Japonskem, kterou vykonával prostřednictvím nově založeného šógunátu Kamakura.